# Eden Robinson

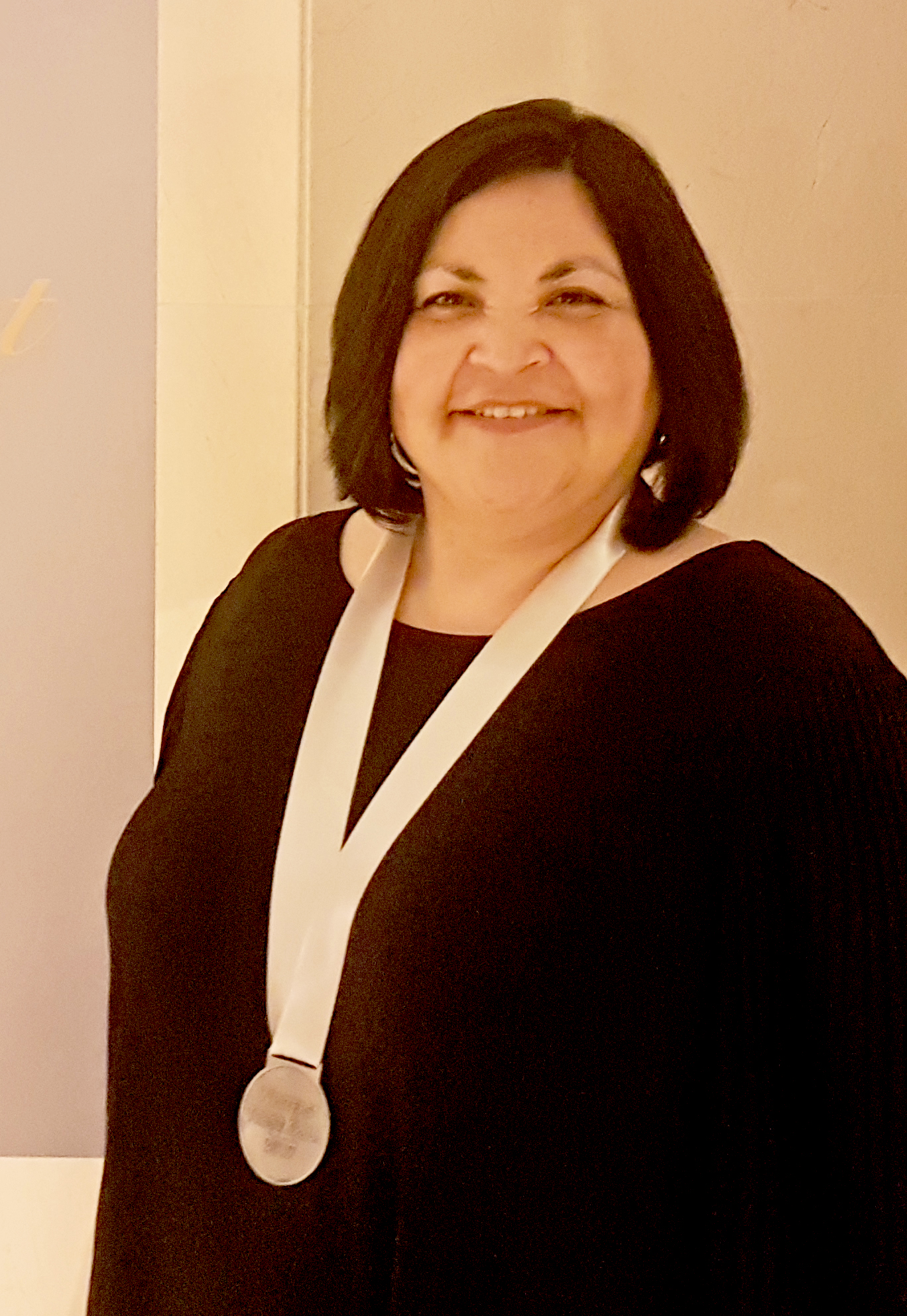
Eden Robinson, 2017

Eden Victoria Lena Robinson (* 19. Januar 1968 in Kitimat, British Columbia, Kanada) ist eine kanadische Schriftstellerin englischer Sprache, die 2001 und 2019 mit dem Ethel Wilson Fiction Prize ausgezeichnet wurde.

## Leben
Eden Robinson wurde in Kitamaat als Angehörige der Haisla und Heiltsuk First Nations geboren. Sie studierte an der University of Victoria und der University of British Columbia. Um ihr Studium zu finanzieren, arbeitete sie als Postbotin, Putzfrau und Rezeptionistin. Ihr erstes von der Kritik positiv aufgenommenes Buch, Traplines (1995), war eine Sammlung vier längeren Kurzgeschichten. Die jungen Erzähler beschrieben eingängliche Geschehnisse über ihre Beziehungen mit Soziopathen und Psychopathen. Diese Sammlung erhielt den britischen "Winifred Holtby Prize" für die beste regionale Arbeit eines Schriftstellers aus dem Commonwealth. Eine der vier Geschichten, Queen of the North, wurde in die Sammlung The Penguin Anthology of Stories by Canadian Women aufgenommen. Eine weitere ihrer Kurzgeschichten, Terminal Avenue, die jedoch nicht in Traplines erschienen war, wurde in der Anthologie zu postkolonialer Science-Fiction und Fantasy So Long Been Dreaming publiziert. Am selben Tag wie Edgar Allan Poe geboren, gehörte Stephen King ihren Worten zufolge zu ihren ersten literarischen Vorbildern.
Ihr zweites Buch, Monkey Beach (2000), war ein Roman, der im Territorium der Haisla, besonders im Dorf Kitamaat, spielt. Er folgt der Suche eines weiblichen Teenagers auf der Suche nach Antworten und dem Verständnis, warum ihr jüngerer Bruder auf See verschwand. In der Retrospektive erzählt der Roman eine Geschichte über das Erwachsenwerden im Reservat der Haisla. Das Buch ist sowohl ein Kriminalfall wie auch eine spirituelle Reise, die vergleichenden Realismus mit dem Mystizismus der Haisla kombiniert. Monkey Beach stand auf der Shortlist des Scotiabank Giller Prize und des Governor General’s Award for Fiction. Schließlich gewann es den zu den BC Book Prizes gehörenden Ethel Wilson Fiction Prize.
Robinson kehrte in ihrem dritten Buch, Blood Sports (2006), ebenfalls einem Roman, zurück zu den Charakteren und der städtischen Umgebung ihrer Geschichte Contact Sports aus Traplines.
Manche Literaturkritiker wollten in ihr eine Schriftstellerin sehen, die eine Linie zwischen den historischen Geschichten der Kolonialismus und der zeitgenössischen Popkultur zieht, die Autorin selbst aber entzog sich dieser Zuordnung mit der Aussage, dass sie über Themen der Popkultur einfach deshalb schreibt, weil sie sie unterhalten.
Eden Robinson erhielt den University of Victoria's Distinguished Alumni Award. Ihre Schwester, Carla Robinson, ist eine kanadische Fernsehjournalistin bei CBC Newsworld.
Ihre Werke wurden ins Deutsche, Estnische, Französische und Niederländische übersetzt. Die Schriftstellerin lebt in North Vancouver.

## Werk
- Traplines. 1996, ISBN 0-8050-4446-9
  - Fallen stellen. Storys. Übers. Sabine Hedinger. Rowohlt, Reinbek 2002, ISBN 3-499-23206-5
- Monkey Beach. 2000, ISBN 0-618-07327-2
  - Strand der Geister. Übers. Sabine Hedinger. Rowohlt, 2002, ISBN 3-498-05746-4
- Blood Sports. 2006, ISBN 0-7710-7604-5
- The Sasquatch at Home: Traditional Protocols & Modern Storytelling. University of Alberta 2011, ISBN 978-0-88864-559-3[4]

## Auszeichnungen oder Nominierungen
- 1996: "Winifred Holtby Prize" für Traplines
- 2001: Shortlist des Scotiabank-Giller-Preises für Monkey Beach
- 2001: Shortlist des Governor General’s Award for Fiction für Monkey Beach
- 2001: Ethel Wilson Fiction Prize für Monkey Beach
- 2012: Association of American University Presses, AAUP Book, Jacket & Journal Show, Book Design/Poetry and Literature für The Sasquatch At Home
- 2012: The Alcuin Society, The Alcuin Society Citations for Excellence in Book Design in Canada, Non-Fiction Not Illustrated, 3. Platz für The Sasquatch At Home
- 2017: "Writers’ Trust Fellowship" des Writers’ Trust of Canada in Höhe von 10000 Can$
- 2017: Shortlist des "Scotiabank Giller-Preises" für Son of a Trickster
- 2019: Ethel Wilson Fiction Prize für Trickster Drift

## Rezension
The Sasquatch At Home
- „This compilation of lectures given by storyteller and author Eden Robinson at the 2010 Canadian Literature Centre’s Henry Kreisel Lecture Series, when bound and printed, maintains the inherent qualities of good poetry, biography, as well as the truly wonderful storytelling abilities for which Robinson is known. Together in book form, the lectures become a unique gathering of quirky family vignettes that reach outside the intimacies of a single family and delve into the more complex dynamics of the community. Robinson looks at the politics of naming within the Haisla tradition, the ownership of stories, and the desire to preserve oral traditions through the acts of writing and telling stories.“[6]
- „Since publishing Monkey Beach, Eden Robinson has been one of Canada’s most engaging writers.... Her latest work is flat out delicious reading, entertaining and informative at same time.... That’s Robinson’s method—righteous storytelling, straight from the heart. With this new one, Robinson further cements her place as a national treasure.“[7]